# Ypthima dyma
Ypthima dyma är en fjärilsart som beskrevs av Hans Fruhstorfer 1911. Ypthima dyma ingår i släktet Ypthima och familjen praktfjärilar. Inga underarter finns listade i Catalogue of Life.